# Szwecja na Zimowych Igrzyskach Olimpijskich 1968
Szwecję na Zimowych Igrzyskach Olimpijskich 1968 reprezentowało 68 zawodników: 59 mężczyzn i dziewięć kobieta. Był to dziesiąty start reprezentacji Szwecji na zimowych igrzyskach olimpijskich.

## Zdobyte medale
| Medal  | Zawodnik                                                            | Dyscyplina          | Konkurencja                  | Rezultat    |
| ------ | ------------------------------------------------------------------- | ------------------- | ---------------------------- | ----------- |
| Złoto  | Toini Gustafsson                                                    | Biegi narciarskie   | Bieg na 5 km kobiet          | 16:45,2 min |
| Złoto  | Toini Gustafsson                                                    | Biegi narciarskie   | Bieg na 10 km kobiet         | 36:45,5 min |
| Złoto  | Johnny Höglin                                                       | Łyżwiarstwo szybkie | Bieg na 10 000 m mężczyzn    | 15:23,6 min |
| Srebro | Jan Halvarsson, Bjarne Andersson, Gunnar Larsson, Assar Rönnlund    | Biegi narciarskie   | Sztafeta 4 × 10 km mężczyzn  | 2:10:13,2 h |
| Srebro | Britt Strandberg, Toini Gustafsson, Barbro Martinsson               | Biegi narciarskie   | Sztafeta 3 x 5 km kobiet     | 57:51,0 min |
| Brąz   | Lars-Göran Arwidson, Tore Eriksson, Olle Petrusson, Holmfrid Olsson | Biathlon            | Sztafeta 4 × 7,5 km mężczyzn | 2:17:26,3 h |
| Brąz   | Gunnar Larsson                                                      | Biegi narciarskie   | Bieg na 15 km mężczyzn       | 48:33,7 min |
| Brąz   | Örjan Sandler                                                       | Łyżwiarstwo szybkie | Bieg na 10 000 m mężczyzn    | 15:31,8 min |

## Skład kadry

### Biathlon
Mężczyźni
| Zawodnik                                                         | Konkurencja         | czas biegu | Kary | Łączny czas | Pozycja |
| ---------------------------------------------------------------- | ------------------- | ---------- | ---- | ----------- | ------- |
| Lars-Göran Arwidson                                              | Bieg na 20 km       | 1:18:08,9  | 6:00 | 1:24:08,9   | 17.     |
| Olle Petrusson                                                   | Bieg na 20 km       | 1:18:31,2  | 6:00 | 1:24:08,9   | 19.     |
| Holmfrid Olsson                                                  | Bieg na 20 km       | 1:19:01,8  | 6:00 | 1:25:01,8   | 20.     |
| Nore Westin                                                      | Bieg na 20 km       | 1:21:09,4  | 7:00 | 1:28:09,4   | 30.     |
| Lars-Göran Arwidson Tore Eriksson Olle Petrusson Holmfrid Olsson | Sztafeta 4 × 7,5 km | 2:17:26,3  | 0    | 2:17:26,3   | brąz    |

### Biegi narciarskie
Mężczyźni
| Zawodnik                                                      | Konkurencja        | czas      | Pozycja |
| ------------------------------------------------------------- | ------------------ | --------- | ------- |
| Gunnar Larsson                                                | Bieg na 15 km      | 48:33,7   | brąz    |
| Jan Halvarsson                                                | Bieg na 15 km      | 48:39,1   | 5.      |
| Bjarne Andersson                                              | Bieg na 15 km      | 48:41,1   | 6.      |
| Assar Rönnlund                                                | Bieg na 15 km      | 49:25,3   | 11.     |
| Gunnar Larsson                                                | Bieg na 30 km      | 1:37:48,1 | srebro  |
| Jan Halvarsson                                                | Bieg na 30 km      | 1:38:23,2 | 12.     |
| Bruno Åvik                                                    | Bieg na 30 km      | 1:39:38,1 | 20.     |
| Ingvar Sandström                                              | Bieg na 30 km      | 1:39:47,5 | 21.     |
| Jan Halvarsson                                                | Bieg na 50 km      | 2:30:05,9 | 7.      |
| Gunnar Larsson                                                | Bieg na 50 km      | 2:29:37,2 | 6.      |
| Assar Rönnlund                                                | Bieg na 50 km      | 2:31:19,3 | 10.     |
| Melcher Risberg                                               | Bieg na 50 km      | 2:29:37,0 | 5.      |
| Jan Halvarsson Bjarne Andersson Gunnar Larsson Assar Rönnlund | Sztafeta 4 × 10 km | 2:10:13,2 | srebro  |

Kobiety
| Zawodniczka                                         | Konkurencja       | czas    | Pozycja |
| --------------------------------------------------- | ----------------- | ------- | ------- |
| Toini Gustafsson                                    | Bieg na 5 km      | 16:45,2 | złoto   |
| Barbro Martinsson                                   | Bieg na 5 km      | 16:52,9 | 4.      |
| Britt Strandberg                                    | Bieg na 5 km      | 17:25,8 | 15.     |
| Barbro Tano                                         | Bieg na 5 km      | 17:35,8 | 18.     |
| Toini Gustafsson                                    | Bieg na 10 km     | 36:45,5 | złoto   |
| Barbro Martinsson                                   | Bieg na 10 km     | 38:07,1 | 4.      |
| Britt Strandberg                                    | Bieg na 10 km     | 39:25,7 | 15.     |
| Barbro Tano                                         | Bieg na 10 km     | 39:09,6 | 10.     |
| Britt Strandberg Toini Gustafsson Barbro Martinsson | Sztafeta 3 × 5 km | 57:51,0 | srebro  |

### Bobsleje
Mężczyźni
| Osada | Zawodnik                                               | Konkurencja | Ślizg 1 | Ślizg 2 | Ślizg 3 | Ślizg 4 | Łącznie | Pozycja |
| ----- | ------------------------------------------------------ | ----------- | ------- | ------- | ------- | ------- | ------- | ------- |
| SWE-1 | Rolf Höglund Börje Hedblom                             | Dwójki      | 1:12,77 | 1:13,17 | 1:12,62 | 1:12,63 | 4:51,16 | 14.     |
| SWE-2 | Carl-Erik Eriksson Eric Wennerberg                     | Dwójki      | 1:12,75 | 1:12,69 | 1:12,84 | 1:13,41 | 4:51,69 | 18.     |
| SWE-1 | Rolf Höglund Hans Hallén Sven Martinsson Börje Hedblom | Czwórki     | 1:12,20 | 1:09,90 |         |         | 2:22,82 | 16.     |

### Hokej na lodzie
Reprezentacja mężczyzn
| - Leif Holmqvist - Hans Dahllöf - Lars-Eric Sjöberg - Arne Carlsson - Lennart Svedberg - Roland Stoltz - Nils Johansson - Björn Palmqvist - Folke Bengtsson |  | - Carl-Göran Öberg - Håkan Wickberg - Tord Lundström - Henric Hedlund - Svante Granholm - Roger Olsson - Leif Henriksson - Lars-Göran Nilsson - Bert-Ola Nordlander |

Reprezentacja Szwecji brała udział w rozgrywkach grupy A (finałowej) turnieju olimpijskiego zajmując w niej 4. miejsce.

### Tabela końcowa

#### Grupa A
| Drużyna           | M | Mecze | Mecze | Mecze | Bramki | Bramki | Bramki | Pkt | Uwagi |
| Drużyna           | M | W     | R     | P     | +      | -      | +/-    | Pkt | Uwagi |
| ----------------- | - | ----- | ----- | ----- | ------ | ------ | ------ | --- | ----- |
| ZSRR              | 7 | 6     | 0     | 1     | 48     | 10     | +38    | 12  |       |
| Czechosłowacja    | 7 | 5     | 1     | 1     | 33     | 17     | +16    | 11  |       |
| Kanada            | 7 | 5     | 0     | 2     | 28     | 15     | +13    | 10  |       |
| Szwecja           | 7 | 4     | 1     | 2     | 23     | 18     | +5     | 9   |       |
| Finlandia         | 7 | 3     | 1     | 3     | 17     | 23     | -6     | 7   |       |
| Stany Zjednoczone | 7 | 2     | 1     | 4     | 23     | 28     | -5     | 5   |       |
| RFN               | 7 | 1     | 0     | 6     | 13     | 39     | -26    | 2   |       |
| NRD               | 7 | 0     | 0     | 7     | 13     | 48     | -35    | 0   |       |

Wyniki
| 7 lutego 1968 | Szwecja | 4:3 | Stany Zjednoczone |  |

|  |  |  |  |  |

| 9 lutego 1968 | Szwecja | 5:4 | RFN |  |

|  |  |  |  |  |

| 10 lutego 1968 | Szwecja | 5:2 | NRD |  |

|  |  |  |  |  |

| 12 lutego 1968 | Szwecja | 5:1 | Finlandia |  |

|  |  |  |  |  |

| 13 lutego 1968 | ZSRR | 3:2 | Szwecja |  |

|  |  |  |  |  |

| 15 lutego 1968 | Kanada | 3:0 | Szwecja |  |

|  |  |  |  |  |

| 17 lutego 1968 | Czechosłowacja | 2:2 | Szwecja |  |

|  |  |  |  |  |

### Łyżwiarstwo figurowe
| Zawodnik        | Konkurencja | Nota   | Pozycja |
| --------------- | ----------- | ------ | ------- |
| Thomas Callerud | Soliści     | 1399,3 | 27.     |

### Łyżwiarstwo szybkie
Mężczyźni
| Zawodnik       | Konkurencja   | Konkurencja   | Konkurencja    | Konkurencja    | Konkurencja    | Konkurencja    | Konkurencja      | Konkurencja      |
| Zawodnik       | Bieg na 500 m | Bieg na 500 m | Bieg na 1500 m | Bieg na 1500 m | Bieg na 5000 m | Bieg na 5000 m | Bieg na 10 000 m | Bieg na 10 000 m |
| Zawodnik       | Czas          | Miejsce       | Czas           | Miejsce        | Czas           | Miejsce        | Czas             | Miejsce          |
| -------------- | ------------- | ------------- | -------------- | -------------- | -------------- | -------------- | ---------------- | ---------------- |
| Håkan Holmgren | 40,8          | 8.            |                |                |                |                |                  |                  |
| Hasse Börjes   | 41,2          | 15.           |                |                |                |                |                  |                  |
| Heike Hedlund  | 41,2          | 15.           |                |                |                |                |                  |                  |
| Manne Lavås    | 41,8          | 24.           | 2:07,8         | 16.            |                |                |                  |                  |
| Örjan Sandler  |               |               | 2:07,0         | 10.            | 7:32,8         | 6.             | 15:31,8          | brąz             |
| Johnny Höglin  |               |               | 2:05,2         | 27.            | 7:32,7         | 5.             | 15:23,6          | złoto            |
| Göran Claeson  |               |               | 2:08,6         | 20.            |                |                |                  |                  |
| Jonny Nilsson  |               |               |                |                | 7:32,9         | 7.             | 15:39,6          | 6.               |

Kobiety
| Zawodniczka                  | Konkurencja   | Konkurencja   | Konkurencja    | Konkurencja    | Konkurencja    | Konkurencja    | Konkurencja    | Konkurencja    |
| Zawodniczka                  | Bieg na 500 m | Bieg na 500 m | Bieg na 1000 m | Bieg na 1000 m | Bieg na 1500 m | Bieg na 1500 m | Bieg na 3000 m | Bieg na 3000 m |
| Zawodniczka                  | Czas          | Miejsce       | Czas           | Miejsce        | Czas           | Miejsce        | Czas           | Miejsce        |
| ---------------------------- | ------------- | ------------- | -------------- | -------------- | -------------- | -------------- | -------------- | -------------- |
| Christina Lindblom-Scherling | 47,7          | 15.           | 1:36,9         | 15.            | 2:27,5         | 9.             | 5:09,8         | 7.             |
| Ylva Hedlund                 | 49,9          | 26.           | 1:37,5         | 19.            | 2:31,5         | 20.            |                |                |
| Christina Karlsson           |               |               |                |                | 2:31,4         | 18.            | 5:17,2         | 13.            |

### Narciarstwo alpejskie
Mężczyźni
| Zawodnik             | Konkurencja | Konkurencja | Konkurencja         | Konkurencja         | Konkurencja              | Konkurencja              | Konkurencja              | Konkurencja              | Konkurencja              | Konkurencja              |
| Zawodnik             | Zjazd       | Zjazd       | Slalom gigant       | Slalom gigant       | Slalom gigant            | Slalom gigant            | Slalom specjalny         | Slalom specjalny         | Slalom specjalny         | Slalom specjalny         |
| Zawodnik             | Czas        | Pozycja     | Czas 1-go przejazdu | Czas 2-go przejazdu | Czas                     | Pozycje                  | Czas 1-go przejazdu      | Czas 2-go przejazdu      | Czas łączny              | Pozycja                  |
| -------------------- | ----------- | ----------- | ------------------- | ------------------- | ------------------------ | ------------------------ | ------------------------ | ------------------------ | ------------------------ | ------------------------ |
| Rune Lindström       | 2:05,69     | 29.         | 1:46,94             | 1:50,11             | 3:37,05                  | 16.                      | 51,19                    | 50,80                    | 1:41,99                  | 11.                      |
| Per-Olov Richardsson | 2:09,83     | 43.         |                     |                     | 52,46                    | Dyskwalifikacja          | Nie ukończył konkurencji | Nie ukończył konkurencji |                          |                          |
| Olle Rolén           |             |             | 1:47,52             | 1:50,83             | 3:38,35                  | 20.                      | 51,77                    | Dyskwalifikacja          | Nie ukończył konkurencji | Nie ukończył konkurencji |
| Bengt-Erik Grahn     |             |             | 1:48,68             | 1:57,78             | 3:46,46                  | 39.                      | 49,74                    | Dyskwalifikacja          | Nie ukończył konkurencji | Nie ukończył konkurencji |
| Lars Olsson          |             |             | 1:48,69             | Dyskwalifikacja     | Nie ukończył konkurencji | Nie ukończył konkurencji |                          |                          |                          |                          |

Kobiety
| Zawodniczka     | Konkurencja | Konkurencja | Konkurencja   | Konkurencja   | Konkurencja         | Konkurencja         | Konkurencja      | Konkurencja      |
| Zawodniczka     | Zjazd       | Zjazd       | Slalom gigant | Slalom gigant | Slalom specjalny    | Slalom specjalny    | Slalom specjalny | Slalom specjalny |
| Zawodniczka     | Czas        | Pozycja     | Czas          | Pozycja       | Czas 1-go przejazdu | Czas 2-go przejazdu | Czas łączny      | Pozycja          |
| --------------- | ----------- | ----------- | ------------- | ------------- | ------------------- | ------------------- | ---------------- | ---------------- |
| Ingrid Sundberg |             |             | 2:08,54       | 35.           | 46,91               | 52,65               | 1:39,56          | 21.              |

### Saneczkarstwo
Mężczyźni
| Zawodnik               | Konkurencja | Ślizg 1 | Ślizg 2 | Ślizg 3 | Łącznie | Pozycja |
| ---------------------- | ----------- | ------- | ------- | ------- | ------- | ------- |
| Jan Nilsson            | Jedynki     | 59,00   | 59,67   | 59,24   | 2:57,91 | 23.     |
| Hans Sahlin            | Jedynki     | 59,12   | 59,36   | 59,98   | 2:58,46 | 25.     |
| Ivar Bjare             | Jedynki     | 1:00,73 | 1:01,44 | 1:00,63 | 3:02,80 | 32.     |
| Per-Ulf Helander       | Jedynki     | 1:00,25 | 1:01,67 | 1:01,26 | 3:03,12 | 34.     |
| Ivar Bjare Jan Nilsson | Dwójki      | 51,04   | 50,52   |         | 1:41,56 | 13.     |

Kobiety
| Zawodniczka       | Konkurencja | Ślizg 1 | Ślizg 2 | Ślizg 3 | Łącznie | Pozycja |
| ----------------- | ----------- | ------- | ------- | ------- | ------- | ------- |
| Berit Salomonsson | Jedynki     | 50,89   | 51,35   | 51,31   | 2:33,55 | 13.     |

### Skoki narciarskie
Mężczyźni
| Konkurencja            | Skoczek       | Skok 1    | Skok 1 | Skok 2    | Skok 2 | Nota  | Pozycja |
| Konkurencja            | Skoczek       | odległość | Nota   | odległość | Nota   | Nota  | Pozycja |
| ---------------------- | ------------- | --------- | ------ | --------- | ------ | ----- | ------- |
| Skocznia normalna K-70 | Kurt Elimä    | 71,0      | 95,4   | 69,5      | 90,5   | 185,9 | 37.     |
| Skocznia normalna K-70 | Tord Karlsson | 67,5      | 85,8   | 69,5      | 90,0   | 175,8 | 43.     |
| Skocznia normalna K-70 | Ulf Norberg   | 65,5      | 82,6   | 66,0      | 84,4   | 167,0 | 48.     |
| Skocznia normalna K-70 | Mats Östman   | 67,5      | 87,8   | 64,0      | 77,7   | 165,5 | 49.     |
| Skocznia duża K-90     | Tord Karlsson | 91,0      | 92,3   | 87,5      | 86,9   | 179,2 | 32.     |
| Skocznia duża K-90     | Kurt Elimä    | 87,5      | 88,9   | 85,5      | 85,1   | 174,0 | 37.     |
| Skocznia duża K-90     | Mats Östman   | 83,0      | 76,6   | 79,5      | 72,2   | 148,8 | 52.     |
| Skocznia duża K-90     | Kjell Sjöberg | 85,5      | 86,1   | 73,0      | 59,1   | 145,2 | 53.     |